# Радлув (гмина, Олесненский повет)
Радлув (пол. Radłów) — сельская гмина (волость) в Польше, входит как административная единица в Олесненский повет, Опольское воеводство. Население — 4575 человек (на 2006 год).

## Демография
| Перепись                       | Всего   | Всего | Женщины | Женщины | Мужчины | Мужчины |
| ------------------------------ | ------- | ----- | ------- | ------- | ------- | ------- |
| Единицы                        | человек | %     | человек | %       | человек | %       |
| Население                      | 4575    | 100   | 2328    | 50,9    | 2247    | 49,1    |
| Плотность населения (чел./км²) | 39,2    | 39,2  | 19,9    | 19,9    | 19,3    | 19,3    |

## Сельские округа
1. Бискупице
2. Колёня-Бискупска
3. Косцелиска
4. Лигота-Олеска
5. Нове-Кармонки
6. Радлув
7. Стерналице
8. Вихрув
9. Воленцин

## Соседние гмины
1. Гмина Гожув-Слёнски
2. Гмина Кшепице
3. Гмина Олесно
4. Гмина Прашка
5. Гмина Рудники